# Zejście do piekła
Zejście do piekła – polski film sensacyjny z 1966 roku w reżyserii Zbigniewa Kuźmińskiego, zrealizowany na podstawie sztuki Ireneusza Iredyńskiego.
Zdjęcia do filmu powstały na Kubie, m.in. w Hawanie.

## Główne role
- Piotr Pawłowski - profesor Georg Felix
- Witold Pyrkosz - fotograf Max Schmidt
- Ewa Krasnodębska - Ewa Boer
- Ewa Krzyżewska - Linda, sekretarka Adlera
- Werner Dissel - Rudolf Knoll
- Hans Peter Minetti - Wilhelm Boer
- Leon Niemczyk - Harrison
- Marek Perepeczko - Odyn Schweiser
- Jerzy Przybylski - Hans Stock vel Adler, dyrektor obozu

## Fabuła
Ekspedycja naukowa do Amazonki, której członkami są prof. Felix i fotograf Schmidt natrafiają na kolonię w dżungli. Kolonia przypomina obóz koncentracyjny zorganizowany przez hitlerowców, którzy uciekli z Niemiec w 1945 roku. Jeden z mieszkańców kolonii prosi profesora o pomoc w ucieczce. Ten zostaje zamordowany, pomówiony o współpracę z izraelskim wywiadem.